# NGC 6993
NGC 6993 est une galaxie spirale barrée située dans la constellation du Capricorne. Sa vitesse par rapport au fond diffus cosmologique est de 5 824 ± 18 km/s, ce qui correspond à une distance de Hubble de 85,9 ± 6,0 Mpc (∼280 millions d'al). NGC 6993 a été découverte par l'astronome américain Francis Leavenworth en 1834.
La classe de luminosité de NGC 6993 est III-IV et elle présente une large raie HI.